# Robert Spencer, II conde de Sunderland
Robert Spencer, II conde de Sunderland (París, 5 de septiembre de 1641-Althorp, 28 de septiembre de 1702) fue un noble y político inglés de la familia Spencer. Un estadista capaz y dotado, su temperamento cáustico y su creencia en la monarquía absoluta, sin embargo, le hicieron numerosos enemigos. Se vio obligado a huir de Inglaterra en 1688, pero luego se estableció con el nuevo régimen después de la Revolución de ese año. Posteriormente, asumió un papel más desinteresado como asesor de la Corona, sin buscar cargos ni favores. No mostró lealtad partidista, pero se dedicó a los intereses de su país, tal como los veía. Según los estándares notoriamente laxos de la Corte de la Restauración, su vida privada estuvo notablemente libre de escándalos, lo que le valió el favor del estado más sobrio posterior a la Revolución.

## Vida

### Primeros años de vida
Robert Spencer nació en París en 1641. Su padre era Henry Spencer, primer conde de Sunderland, que murió en la primera batalla de Newbury, y su madre era Lady Dorothy Sidney, hija de Robert Sidney, segundo conde de Leicester. A la edad de tres años heredó las dignidades de su padre, convirtiéndose en Barón de Wormleighton y Conde de Sunderland. Lady Spencer lo educó después de la muerte de su padre, primero contratando a un tutor calvinista para él, el Dr. Thomas Pierce, y luego enviándolo a Christ Church (Universidad de Oxford). Después de dejar la escuela, se unió al ejército británico, ascendiendo al rango de capitán en el Regimiento de Caballería del Príncipe Rupert. El 10 de junio de 1665 se casó con Anne Digby. Era hija del segundo conde de Bristol y murió en 1715. Sunderland luego se desempeñó sucesivamente como embajador en Madrid (1671-1672), París (1672-1673) y las Provincias Unidas (1673). Fue Caballero de la alcoba de 1673 a 1679, antes de ser investido Consejero Privado y nombrado Secretario de Estado para el Departamento del Norte en 1679. Al mismo tiempo, se desempeñó como Embajador Extraordinario en París.
Sus habilidades políticas y su carácter enérgico lo marcaron rápidamente como un hombre en ascenso: incluso el obispo Gilbert Burnet, a quien no le gustaba, elogió su habilidad política y su «aprensión rápida y lista, y su rápida decisión de negocios». Algunos lo acusaron de buscar y aferrarse a un cargo simplemente por el salario, para mantener su estilo de vida supuestamente extravagante. A pesar de su vida por lo demás intachable, tenía debilidad por el juego, lo que a menudo lo endeudaba, y una pasión por el arte. Era un coleccionista de pinturas e hizo amplias modificaciones a Althorp, pero su vida privada fue sobria y personalmente era económico.

### Carrera bajo Carlos II y Jaime II
La misión declarada de Sunderland era engrandecer a Inglaterra en la comunidad europea y fortalecer sus lazos diplomáticos con los otros rivales del poder francés. Trabajó desde 1679 hasta 1681 para unirse a una alianza contra Francia, pero aparte de un tratado con España en 1680, poco salió de él.
Las relaciones de Sunderland con Paul Barillon, cuyo largo mandato como embajador de Luis XIV (de 1677 a 1688) produjo muchos intercambios memorables entre los dos, fueron tenues y tensas. Cuando Louis no pudo brindarle a James ninguna ayuda contra la rebelión de Monmouth de 1685, Sunderland le dijo a Barillon bruscamente: «El rey, su maestro, puede tener planes que no puedo discernir, pero espero que arregle las cosas dejando en claro que todo esto ha sido un malentendido». Cuando Barillon protestó diciendo que el objetivo de su amo era «la paz de Europa», Sunderland dijo que era imposible que todos en Europa quisieran la paz al mismo tiempo: «yo creo que durará hasta que uno u otro lado tenga una buena razón para romperlo». Para evitar que Barillon ganara demasiada influencia, Sunderland interceptó y filtró un despacho inusualmente indiscreto en el que el embajador se jactaba de haber bloqueado un tratado anglo-holandés. Como era de esperar, Carlos II estaba furioso y, durante un tiempo, a Barillon se le prohibió la entrada a la corte. Sunderland comentó que si Barillon se comportaba así, era «pero solo que le llegara a casa».
Lord Sunderland también se desempeñó como lord teniente de Staffordshire durante la minoría de Lord Shrewsbury hasta 1681. Ese año fue destituido por Carlos II, debido a su oposición a la sucesión del duque de York. Actualmente, Sunderland recuperó la confianza del rey (a través de la principal amante real, la duquesa de Portsmouth). Intermitentemente, entre 1682 y 1688, se desempeñó como Secretario de Estado para el Departamento del Sur, lord teniente de Warwickshire y lord presidente del Consejo; en 1687, firmó la concesión de libertad religiosa del rey para el tramo de Brenttown (Brenton) en el condado de Prince William, Virginia, para alentar el asentamiento de protestantes franceses. El mismo año abrazó abiertamente la fe católica, sin sinceridad, al parecer, y simplemente para complacer al rey. Más tarde ese año fue nombrado Caballero de la Jarretera.
Sin embargo, mientras disfrutaba de la confianza de la reina María de Módena, estaba claro que se sentía cada vez más incómodo bajo el recién entronizado James: la recepción violentamente hostil que obtuvo del público cuando prestó testimonio en el Juicio de los Siete Obispos lo dejó mal. agitado. Cuando instó a James a repudiar a su amante Catherine Sedley, condesa de Dorchester, James dijo que no se había dado cuenta de que Sunderland era su confesor y le dijo que se ocupara de sus propios asuntos en el futuro. La impopularidad de Sunderland era ahora casi universal: Burnet escribió que era «la maravilla de toda la humanidad» que James continuara empleándolo. Fue despedido sumariamente por fin en octubre de 1688, con el comentario: «Tienes tu perdón, mucho bien. Espero que seas más fiel a tu próximo maestro de lo que lo has sido conmigo».

### Carrera bajo Guillermo III
Sunderland escapó disfrazado a Róterdam en los Países Bajos, donde pasó desapercibido durante algún tiempo, antes de ser arrestado oficialmente e inmediatamente liberado por las autoridades holandesas. Ofreciendo su servicio al Príncipe de Orange, se trasladó a Utrecht, donde permaneció en silencio durante la duración de los levantamientos en Inglaterra, cuando Guillermo III y María II tomaron el trono. Posteriormente, escribió a Sir John Churchill, un destacado estadista inglés, pidiéndole que «haga las cosas fáciles para un hombre en mi condición». A pesar de su notoria rudeza y mal genio, Sunderland tenía una habilidad sorprendente para hacer amistades duraderas, y algunos de sus amigos, incluidos John Evelyn y Thomas Tenison, tuvieron influencia en el nuevo régimen. Su hermana Dorothy se había casado con George Savile, primer marqués de Halifax, un asesor clave de Guillermo III en los primeros años de su reinado, y aunque él y Sunderland nunca habían sido cercanos, Halifax se sintió obligado por la solidaridad familiar a hacer una súplica en nombre de Sunderland. Al principio, Guillermo III excluyó a Sunderland de la Ley de Indemnización del 23 de mayo de 1690, pero se le permitió regresar al país a principios del año siguiente. Al mismo tiempo, había sido exceptuado del Instrumento de perdón de James de 1692.

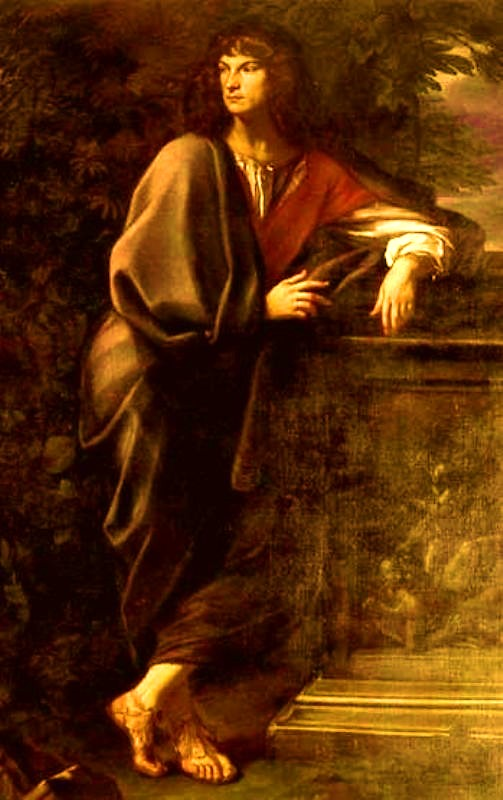
Sunderland con traje clásico, de Carlo Maratta.

A su regreso, Sunderland volvió formalmente al anglicanismo, prestó juramento en abril de 1691 y tranquilamente volvió a sentarse en la Cámara de los Lores. En mayo, William lo visitó en su casa de Althorp, Northamptonshire, para hablar de asuntos públicos. Durante los años siguientes, el rey lo visitó con frecuencia y le dio confianza, pero Sunderland no se atrevió a entrar de lleno en la vida pública hasta septiembre de 1693, cuando tomó una casa en la ciudad. En repetidas ocasiones aconsejó al rey que seleccionara a todos sus ministros de un partido político y, finalmente, logró una reconciliación entre William y su cuñada, la más tarde reina Anne. Fue un asesor influyente que indujo a William a aceptar solo a los whigs en su gobierno. William, nunca vengativo, no estaba preocupado por los servicios pasados de Sunderland a James, quien había dejado muy claro que Sunderland era el único hombre al que nunca perdonaría, aunque había hecho avances tentativos hacia el Rey caído. La mayoría de los sirvientes de William lo habían traicionado en algún momento, y valoraba a Sunderland por su franqueza y capacidad para expresar verdades desagradables. Se ha sugerido que la notoria rudeza de Sunderland en realidad atrajo al Rey, quien detestaba la adulación y podía ser claramente grosero. Una vez, cuando William dijo que, aunque personalmente los whigs lo querían más que los tories, los tories eran mejores amigos de la monarquía, Sunderland respondió astutamente: «pero debes considerar que no eres su monarca». Incluso escribió una carta diciéndole al Rey que si sus Ministros no eran aptos para su servicio, era culpa suya por no elegir hombres mejores.
Esta notable falta de buenos modales ordinarios le hizo a Sunderland innumerables enemigos: el obispo Burnet escribió que «tenía demasiado calor, tanto de imaginación como de pasión, era capaz de hablar libremente tanto de personas como de cosas, y se levantó muchos enemigos por un trato despectivo. de los que diferían de él». Su notable capacidad para adaptarse a los deseos de tres monarcas diferentes se consideró un defecto más que una virtud: como observó Burnet, «llegó a perder tanto que incluso aquellos que estimaban sus partes dependían poco de su probidad».
Si bien su propia vida privada fue intachable, Sunderland en el invierno de 1697-1698 se vio envuelto en un escándalo cuando el esposo de su hija Elizabeth, Lord Clancarty, un destacado jacobita, escapó de la Torre de Londres. El matrimonio había sido concertado entre Sunderland y el tío de Clancarty, Justin McCarthy, vizconde Mountcashel, cuando la joven novia tenía trece años y su marido sólo tres años mayor; resultó ser un desastre que dañó en gran medida la reputación de Sunderland. Clancarty escapó y encontró a Elizabeth, a quien no había visto desde 1684, y la convenció de consumar el matrimonio por fin. Desafortunadamente, los sirvientes alertaron a su hermano Charles, quien hizo arrestar a Clancarty. El furor resultante avergonzó gravemente a Sunderland, pero parece que simplemente divirtió al Rey, quien comentó secamente que nadie quería hablar con él de nada más que «esa pequeña chispa Clancarty». Dio permiso a la pareja para mudarse a Alemania, donde se establecieron en Altona, Hamburgo, y allí vivieron el resto de sus vidas. Elizabeth nunca volvió a ver a sus padres ni a su hermano.
Sunderland se convirtió en Lord Chambelán de la Casa en abril de 1697 y fue Lord Justice durante un breve período, pero «la sospecha general con la que se lo miraba lo aterrorizaba». Al mismo tiempo se acercaba a los sesenta años, una edad respetable en esos días, y además su salud se estaba deteriorando. Finalmente se retiró de la vida pública en diciembre de 1697.
Sunderland murió en 1702. Había llevado una vida aislada en Althorp durante algún tiempo, y su único hijo sobreviviente, Charles, lo sucedió en sus títulos y honores.

## Familia

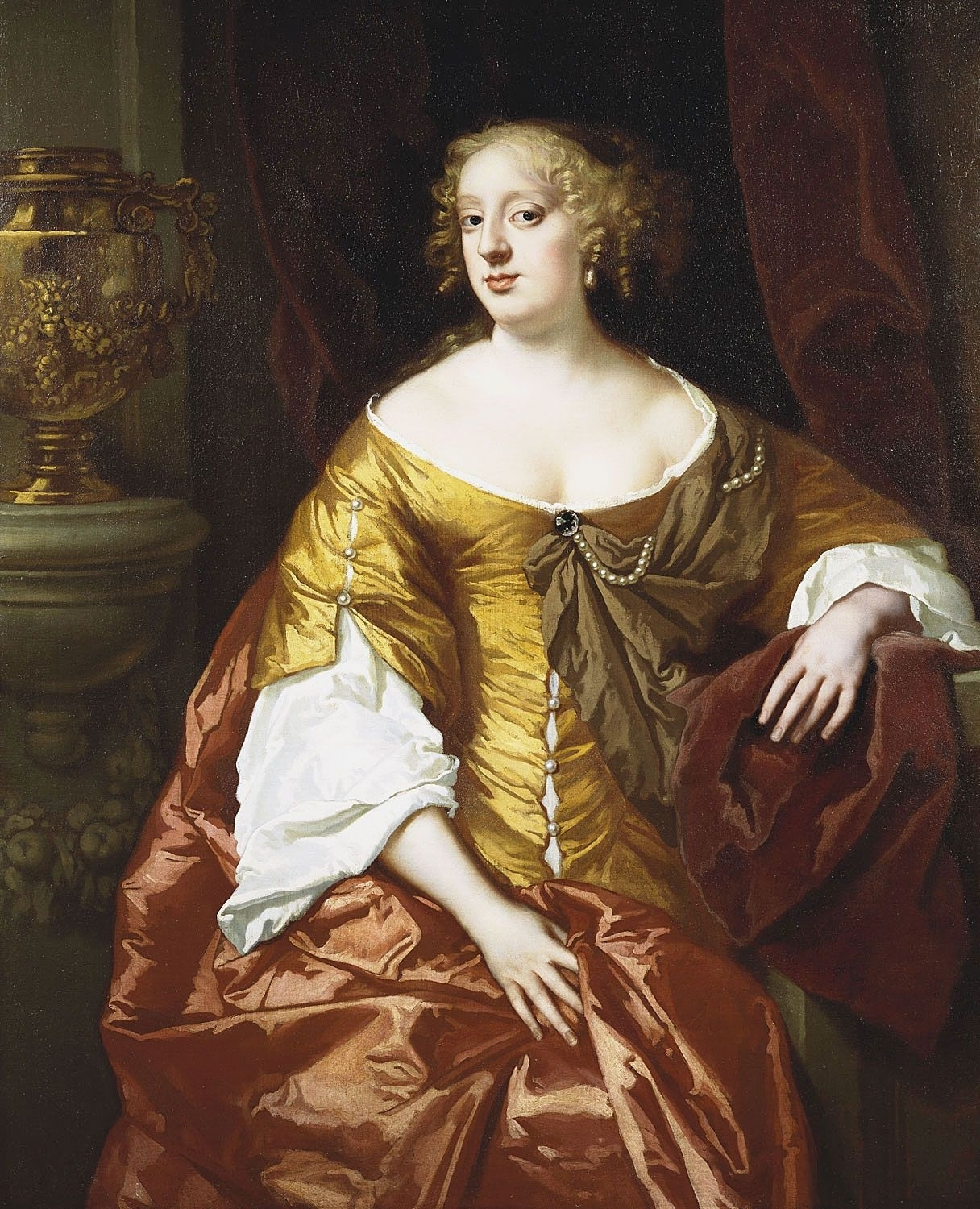
Ana, condesa de Sunderland.

Se casó con Anne Digby, hija de George Digby, segundo conde de Bristol, el 9 de junio de 1665. Después de un comienzo incómodo, cuando Sunderland rompió el compromiso sin razón conocida, el matrimonio fue muy feliz: se rumoreaba que Lady Sunderland había tenido numerosos amantes, pero hay poca evidencia que respalde esto, y Sunderland, a pesar de sus cuestionables principios políticos, fue un devoto esposo y padre. Tuvieron al menos cinco hijos.
- Roberto Spencer (1666-1688).
- Anne Spencer (1667–1690), se casó con James Douglas, cuarto duque de Hamilton.
- Isabel Spencer (1668-1684).
- Elizabeth Spencer (1671-1704), se casó con Donough MacCarthy, cuarto conde de Clancarty.
- Charles Spencer (c. 1674-1722), sucedió como tercer conde de Sunderland.

Se cree que tuvieron dos o más hijos que murieron jóvenes, como se refirió Lady Sunderland en una carta a «mis dos que viven de siete hijos».